# Viljans Öga
Viljans Öga ist das dritte Studioalbum der schwedischen Progressive Rockband Änglagård. Es ist nach längerer Schaffenspause der Band das erste Studioalbum seit Epilog aus dem Jahr 1994.

## Entstehung und Veröffentlichung
Bereits im Jahr 2002 gab es vereinzelte Gerüchte, dass die Band einen Nachfolger des bisher letzten Studioalbums Epilog aufnehmen wolle. Doch erst im Mai 2009 verdichteten sich diese Gerüchte und wurden von Schlagzeuger Mattias Olsson mit der Ankündigung neuer Aufnahmen bestätigt.
Das Album wurde unter anderem im Stockholmer Atlantis Studio und Vintage Studio sowie im Crazy Horse Studio in Täby aufgenommen. Die Aufnahmen von Schlagzeug, E-Bass und Hammond-Orgel für das Album wurden von Martin Gustafsson dokumentiert, der auch als Videoproduzent für Loch Vostok aus Uppsala arbeitet, und ab März 2012 beim nichtkommerziellen Videoportal Vimeo hochgeladen und sind auch bei Youtube im Kanal von anglagardrecords zu sehen. Die Band trat mit drei der vier Titel des Albums im Juni 2012 beim NEARfest in Bethlehem, Pennsylvania auf. Im Zusammenhang mit dem NEARfest wurden über den Mailorder-Vertrieb Wayside erste Exemplare verkauft. Einige US-Mailorder nahmen das Album daraufhin in ihr Programm auf und verkauften eine erste Pressung.
Auf Grund eines Fehlers im Presswerk musste die zweite Auflage und damit die reguläre Veröffentlichung auf den 31. Juli 2012 verlegt werden. das Album erscheint bei Änglagård Records/Alvarsdotter und wird in einer limitierten Vinyl-Auflage und in einer regulären CD-Auflage erhältlich sein.

## Titelliste
1. Ur Vilande – 15:47
2. Sorgmantel – 12:06
3. Snardom – 16:14
4. Längtans Klocka – 13:22